# Riethmüller
Riethmüller ist ein deutscher Familienname.

## Herkunft und Bedeutung
Riethmüller ist ein Berufsname für einen Müller, dessen Mühle sich an einem Moor befindet.

## Varianten
- Riedmueller, Riedmüller, Riedmiller, Riethmöller

## Namensträger
- Albrecht Riethmüller (* 1947), deutscher Musikwissenschaftler
- Anne Riethmüller (* 1967), deutsche Rechtsanwältin und Verfassungsrichterin
- Brigitte Riethmüller (1917–2013), deutsche Buchhändlerin
- Danilo Riethmüller (* 1999), deutscher Biathlet
- Franziska Riethmüller (* 1980), deutsche Ingenieurin
- Gert Riethmüller (1934–2023), deutscher Mediziner
- Heinrich Riethmüller (1921–2006), deutscher Komponist und Synchronregisseur
- Heinrich Riethmüller (Buchhändler) (* 1955), deutscher Buchhändler und Verbandsfunktionär
- Hermann-Arndt Riethmüller (* 1944), deutscher Buchhändler
- Hürdem Riethmüller (* 1962), deutsche Schauspielerin
- Marianne Riethmüller (* 1961), deutsche Historikerin und Bibliothekarin
- Otto Riethmüller (1889–1938), Pfarrer und geistlicher Dichter